# 天真汉 (轻歌剧)
《康迪德》又名《老实人》或叫《天真汉》，是伦纳德·伯恩斯坦作于1956年的輕歌劇，由莉莲·赫尔曼据伏尔泰同名剧撰脚本。
最著名的花腔女高音咏叹调唱段 "Glitter and be Gay" (纸醉金迷）

人物角色： 
康迪德－－男高音， 库洛巩妲斯－－花腔女高音，麦斯密连－－男中音，库洛巩妲斯的哥哥。庞罗思博士－－男中音，帕奎缇－－－女中音 女仆／妓女， 老妇人－－－女中音
马丁－－男中音